# Sakramant
Sakramant — фолк-метал гурт із Білорусі, утворений у 2015 році в Мінську.

## Історія
Гурт був заснований у 2015 році колишніми учасниками гурту Litvintroll.
У тому ж році вийшов дебютний сингл гурту «Rusalka» за участю вокаліста Gods Tower Леслі Найфа.
У 2016 році виходить дебютний ЕР «Čortaŭ Skarb».
У 2019 році вийшов сингл «Zlydzień».

## Склад
- Василь Воробейчиков (ex-Litvintroll) — дуда, жалійка, флейта
- Аляксандр Стаціўка — бас
- Анатоль Сарокін — вокал
- Деніс Марчанка — гітара
- Микола Шарангович (ex-Litvintroll) — ударні[3]

## Дискографія
- 2015 — «Rusalka» (сингл)
- 2016 — «Čortaŭ Skarb» (EP)
- 2019 — «Zlydzień» (сингл)[4]